# Cryptanura uniformis
Cryptanura uniformis là một loài tò vò trong họ Ichneumonidae.